# H.C. Ørsleff
Henrik Carstens Ørsleff (født 7. april 1801 i Præstø, død 5. september 1858) var en dansk vejinspektør og politiker.
Ørsleff var søn af klokker Peder Andreas Ørsleff. Han blev skriver i 1820'erne og var fuldmægtig under amtmand Knuth i Præstø Amt i 1830'erne. Da Knuth blev amtmand i Frederiksborg Amt i 1836, flyttede Ørsleff med. Han giftede sig til en købmandsgård i Hillerød og blev købmand i 1839. Han var vejinspektør 1842-1847, forligskommissær i en periode og landvæsenskommissær fra 1843.
Han blev medlem af borgerrepræsentantskabet i Hillerød i 1847 og var dets formand til 1854. Han var medlem af Folketinget valgt i Frederiksborg Amts 3. valgkreds (Hillerødkredsen) fra 27. maj 1853 til 1. december 1854. Han havde tidligere stillet op til folketingsvalget 26. februar 1853 i Hillerødkredsen, men trak sit kandidatur før afstemningen. Han blev valgt i kredsen ved valget i maj 1853 og genopstillede ikke i 1854 eller senere.
Ørsleff blev udnævnt til kammerråd i 1853.